# Santiago Moncada
Santiago Moncada Mercadal (Madrid, 1928 – Madrid, 6 de julho de 2018) foi um escritor, dramaturgo e roteirista espanhol.

## Carreira
Foi presidente da Fundação Autor e da Sociedade Geral de Autores e Editores de Espanha.

Morreu em 6 de julho de 2018.